# Ichneumon tristis
Ichneumon tristis är en stekelart som beskrevs av Cuvier 1833. Ichneumon tristis ingår i släktet Ichneumon och familjen brokparasitsteklar. Inga underarter finns listade i Catalogue of Life.